# Electroclash
Electroclash, také známý jako retro electro, tech pop, nouveau disco, new new wave - a dvojsmyslně také synthcore a electropunk je termín vytvořený Larrym Tee. Je to žánr spojující New Wave a elektronickou taneční hudbu.

## Historie
Termín "Electroclash" se dostal do pozornosti médií v roce 2001 kdy se konal festival Electroclash v New Yorku. Žánr byl reakcí proti tehdejší formě elektronické hudby. Zúčastněné skupiny se inspirovaly New Wave a moderním uměním a produkovaly syntetizovaný pop zvuk. Festival Electroclash se konal opět v roce 2002 s následným turné po USA a Evropě v letech 2003 a 2004.
Významní interpreti, kteří vystupovali na festivalech a turné jsou Scissor Sisters, Felix da Housecat, ADULT., Peaches, Fischerspooner, Erol Alkan, Princess Superstar, Mignon, Miss Kittin & The Hacker, Mount Sims, Tiga, Spalding Rockwell a Ladytron. The Guardian nazval electroclash jedním z "nejvýznamnějších převratů v nedávné historii taneční hudby".